# Ночные компаньоны
«Ночные компаньоны» (фр. Les Compagnes de la nuit) — французский кинофильм-драма режиссёра Ральфа Хабиба 1953 года, с эпизодической ролью Луи де Фюнеса (без упоминания в титрах).

## Сюжет
Ольга влюблена в Поля и мечтает выйти за него замуж. Но её преследует Жо. Чтобы добиться её, Жо решает устранить соперника и провоцирует аварию, жертвой которой становится Поль. 

## В ролях
| Актёр            | Роль                               |
| ---------------- | ---------------------------------- |
| Франсуаза Арнуль | Ольга Витербо                      |
| Раймон Пеллегрен | Жо Верлье                          |
| Пьер Крессуа     | Поль Гамелан                       |
| Николь Море      | Ивонн Лериш                        |
| Ноэль Роквер     | «Улыбающийся»                      |
| Николь Морей     | Ивонн Лериш                        |
| Сузи Прим        | Пьяретта                           |
| Кристиан Фуркад  | Джеки Витербо                      |
| Луи де Фюнес     | клиент в кафе (в титрах не указан) |
| Пьер Монди       | Сильвестр                          |